# 迪克·索思伍德
迪克·索思伍德（英語：Dick Southwood，1906年1月18日—1986年2月7日），英国男子赛艇运动员。他曾代表英国参加1932年和1936年夏季奥林匹克运动会赛艇比赛，其中1936年奥运会获得一枚金牌。